# Félix Lázaro Martínez
Félix Lázaro Martínez, SchP, OESSH (* 2. března 1936 Logroño) je argentinský římskokatolický kněz a emeritní biskup v Ponce. Od roku 1994 je členem Řádu Božího hrobu v hodnosti komtura s hvězdou, a byl velkopřevorem řádového místodržitelství v Portoriku.